# Eupithecia lavata
Eupithecia lavata är en fjärilsart som beskrevs av Fuchs 1901. Eupithecia lavata ingår i släktet Eupithecia och familjen mätare. Inga underarter finns listade i Catalogue of Life.